# جيمس بي. براندت
جيمس بي. براندت (بالإنجليزية: James B. Brandt)‏ هو سياسي أمريكي، ولد في 15 سبتمبر 1912 في الولايات المتحدة. انتخب عضو مجلس نواب كارولاينا الجنوبية.